# Estación de Fundadores (Metrorrey)
La estación de Fundadores se encuentra localizada en la esquina de la Avenida Cuauhtémoc y 15 de Mayo en la zona Centro de Monterrey, en su acceso poniente se encuentra ubicado el hospital de zona 21 del IMSS. El nombre y logotipo de esta estación se deben a que a algunas cuadras del lugar se encuentra el monumento de la "Columna de los Fundadores" de Monterrey, más conocida como "El Obelisco", erigida en honor de Don Diego de Montemayor y Don Luis de Carvajal y de la Cueva; dedicado a la fundación de Monterrey.

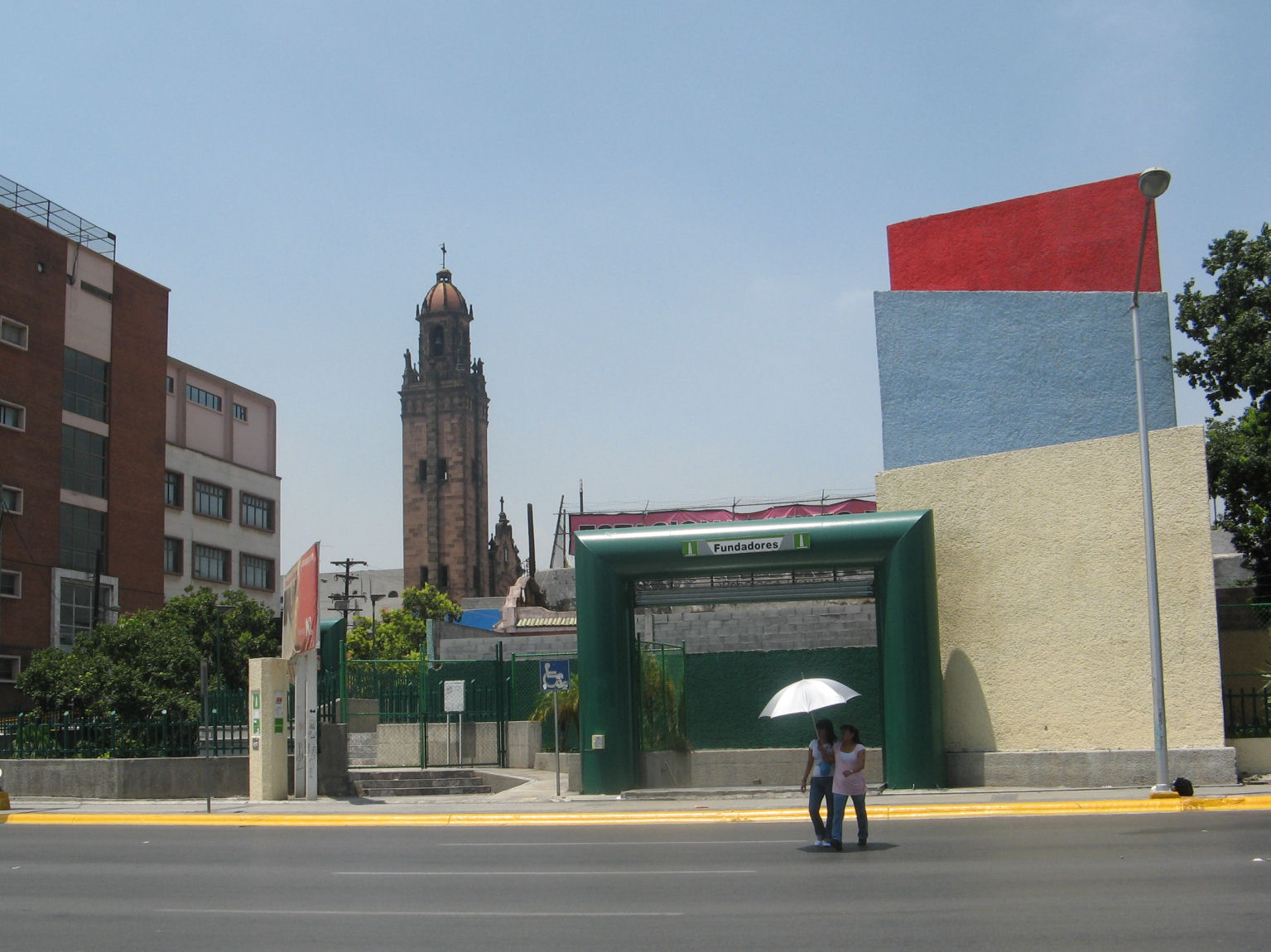
Vista exterior de la estación.